# Barão de Cocais
Pour les articles homonymes, voir Barão.
Barão de Cocais est une municipalité brésilienne de l'État du Minas Gerais et la Microrégion d'Ipatinga.